# Казакова, Варвара Афанасьевна
Варвара Афанасьевна Казакова (27 декабря 1918 — 19 ноября 2012) — советский врач-терапевт, заслуженный врач РСФСР.

## Биография
Родилась 27 декабря 1918 года в селе Харьково Алтайского края. В 1930 году переехала с семьей в Барнаул. В 1942 году окончила Томский медицинский институт, участвовала в Великой Отечественной войне во фронтовом эвакогоспитале, находившемся в городе Чойбалсан Монгольской Народной Республики. С 1951 года работала участковым терапевтом в Кирове, с 1951 по 1975 годы занимала должность главного врача Кировской городской больницы № 1.
Была избрана депутатом городского и областного советов. В 1985—1989 годах возглавляла областной совет добровольного общества борьбы за трезвость.

## Награды
Герой Социалистического Труда (1969), кавалер орденов Ленина, Почёта, Отечественной войны 2 степени, награждена многими медалями. Почётный гражданин города Кирова (1986).
На здании Кировской городской клинической больницы № 1 установлена памятная доска.